# کالین راتزی
کالین راتزی (انگلیسی: Colin Ratsey; ۳۰ ژوئیهٔ ۱۹۰۶ – ۱۲ مارس ۱۹۸۴) قایقران، و قایقران قایق بادبانی اهل بریتانیا بود.